# Colostethus mertensi
Colostethus mertensi är en groddjursart som först beskrevs av Cochran och Coleman J. Goin 1964.  Colostethus mertensi ingår i släktet Colostethus och familjen pilgiftsgrodor. IUCN kategoriserar arten globalt som starkt hotad. Inga underarter finns listade i Catalogue of Life.